# جوليا ستيفن
جوليا ستيفن، (7 فبراير 1846 - 5 مايو 1895)، عارضة أزياء إنجليزية. كانت زوجة كاتب السيرة ليسلي ستيفن ووالدة فرجينيا وولف وفانيسا بيل.
وُلدت جوليا جاكسون في كلكتا لعائلة أنجلو-هندية، وعندما كانت في الثانية من عمرها، عادت مع والدتها وشقيقتيها إلى إنجلترا. أصبحت عارضة الأزياء المفضلة لخالتها، المصورة الشهيرة جوليا مارغريت كاميرون، التي عملت معها على أكثر من 50 صورة شخصية.
تزوجت من هربرت داكويرث، محامٍ، في عام 1867، لكن سرعان ما توفى وأصبحت أرملة ولديها ثلاثة أطفال رضع. توجهت لاحقًا إلى مهنة التمريض والعمل الخيري، ووجدت نفسها منجذبة إلى الكتابة أيضًا.
كما كتبت قصصًا للأطفال، التي نشرت في النهاية بعد وفاتها كما اندمجت في الدفاع عن قضايا العدالة الاجتماعية. كان لجوليا ستيفن آراء حازمة حول دور المرأة، وأن عملها له قيمة مساوية لعمل الرجال، ولكن ضمن مجالات مختلفة. استقبلت العديد من الزوار في منزلها في لندن وفي منزل إقامتها الصيفية في سانت آيفز، كورنوال. توفيت جوليا ستيفن في منزلها عام 1895، عن عمر يناهز 49 عامًا، عندما كان طفلها الأصغر يبلغ 11 عامًا فقط. قدمت لاحقًا الكاتبة فيرجينيا وولف عددًا من الأفكار حول الحياة المنزلية لعائلة ستيفن في سيرتها الذاتية.

## حياتها

### العائلة
وُلدت جوليا ستيفن في كلكتا، البنغال، في 7 فبراير من عام 1846، باسم جوليا جاكسون. كان والداها ماريا ثيودوسيا باتل (1818-1892) وجون جاكسون (1804-1887)، ينتميان إلى عائلة أنجلو-هندية، لكن والدة ماريا، أديلين ماري باتل، كانت فرنسية. كان والدها هو الابن الثالث لجورج جاكسون وماري هوارد من البنغال، وهو طبيب درس في جامعة كامبريدج عمل 25 عامًا (1830-1855) مع شركة البنغال الطبية وشركة الهند الشرقية وأستاذًا في كلية الطب في كلكتا. تزوج جاكسون وماريا باتل في كلكتا في 17 يناير 1837 ورُزقا بستة أطفال، كانت جوليا أصغرهم، كانت عائلة جاكسون من الطبقة المتوسطة المثقفة والأدبية والفنية.

### بدايات حياتها (1846-1867)
أُرسلت شقيقتا جوليا الأكبر سنًا إلى إنجلترا لأسباب صحية في عام 1846 للبقاء مع أخت والدتها سارة مونكتون باتل وزوجها هنري برينسيب، انضمت إليهما جوليا ووالدتها في عام 1848 عندما كانت جوليا في الثانية من عمرها. لاحقًا انتقلت العائلة إلى ويل ووك، هامبستيد. تبعهم والدها إلى إنجلترا من الهند، في عام 1855، حيث كانت جوليا تدرس في المنزل. تزوجت شقيقتا جوليا ماري وأديلين بعد فترة وجيزة. تزوجت أديلين من هنري فوغان في عام 1856 وتزوجت ماري من هربرت فيشر في عام 1862.

### عملها
تشتهر جوليا ستيفن بكونها عارضة، ليس فقط للرسامين وإنما أيضًا لعمتها المصوّرة، جوليا مارغريت كاميرون. كانت العارضة المفضلة لتوثيق مزاج وتأملات جوليا مارغريت كاميرون. كانت كاميرون مفتونة بجوليا لدرجة من الهوس وصوّرتها أكثر من 50 صورة. التقطت معظم صور كاميرون لجوليا بين عامي 1864 و1875.

### منشوراتها والكتابات الأخرى
يتكوّن رصيد جوليا ستيفن الأدبي من كتاب ومجموعة من قصص الأطفال وعدد من المقالات غير المنشورة. الكتاب الأول عبارة عن مجلد صغير، بعنوان ملاحظات من غرف المرضى، نشره ناشر زوجها، سميث إلدر في أكتوبر من عام 1883، سردًا لتجربتها في مهنة التمريض. أُعيد نشره في عام 1980 ونُشر لاحقًا مع رواية فيرجينيا وولف عن المرض (1926) في عام 2012. المجموعة الثانية هي مجموعة من القصص التي روتها لأطفالها بعنوان (قصص للأطفال) وكتبتها بين عامي 1880 و1884. على الرغم من أنها لم تنجح في نشر هذه المؤلفات خلال حياتها، إلا أنها نُشرت في النهاية بعد وفاتها، جنبًا إلى جنب مع ملاحظات من غرف المرضى ومجموعة من مقالاتها، والتي كانت بحوزة كوينتين بيل، في عام 1993. كما كتبت مدخل السيرة الذاتية لجوليا مارغريت كاميرون في قاموس السيرة الوطنية التي كان زوجها أول محرر لها (1885-1891).

### فرجينيا وولف
أدى التدقيق المكثف للإنتاج الأدبي لفيرجينيا وولف إلى العديد من التوقعات والتكهنات حول تأثير والدتها عليها، بما في ذلك دراسات التحليل النفسي للأم وابنتها. صرّحت وولف: ذاكرتي الأولى، وهي في الحقيقة أهم ذكرياتي كلها كانت عن والدتي. عانت من أول انهيار نفسي كبير لها بعد وفاة والدتها في عام 1895، وكان لتلك الخسارة تأثير عميق مدى الحياة. من نواحٍ كثيرة، ينعكس تأثير والدتها العميق على فيرجينيا وولف في الذكريات الأخيرة، وصفت وولف والدتها، بقولها: ها هي؛ جميلة... أقرب من أي شخص، تضيء حياتنا العشوائية كما هو الحال مع شعلة مشتعلة، نبيلة بلا حدود، مبهجة لأطفالها. إن تأثير جوليا وذاكرتها يسودان حياة وولف وعملها، كما كتبت: لقد كان طيفها يطاردني.

### وفاتها
في 5 مايو من عام 1895، توفيت جوليا في منزلها، بسبب قصور القلب عن عمر يناهز 49 عامًا. تركت زوجها مع أربعة أطفال صغار تتراوح أعمارهم بين 11 و15 عامًا (كان أطفالها من زواجها الأول بالغين، على الرغم من أن ابنتها ستيلا، في ذلك الوقت كانت تبلغ من العمر 26، لكنها تسلمت مهام والدتها حتى زواجها بعد عامين). دُفنت جوليا في 8 مايو في مقبرة هاي غيت، حيث دفن زوجها وابنتها ستيلا وابنها توبي في وقت لاحق. ثروة جوليا عند وفاتها مُدرجة على أنها كانت 5483 جنيهًا إسترلينيًا.